# Левченко, Игорь Викторович
И́горь Ви́кторович Ле́вченко (укр. Ігор Вікторович Левченко; 22 июля 1998, Ореховка) — украинский военнослужащий, младший сержант, участник российско-украинской войны. Герой Украины (2022).

## Биография
Родился в селе Ореховка Лубенского района Полтавской области. До начала полномасштабного вторжения России в Украину работал на одном из частных предприятий. Военную подготовку проходил во время срочной службы в разведывательном батальоне.
С марта 2022 года принимает участие в боевых действиях против российских войск. В июне 2022 года, во время боёв в Харьковской области, его танк был повреждён, но он продолжал вести бой, уничтожив российских гранатомётчиков и спас экипаж, выведя машину из-под обстрела.

## Награды
- Звание «Герой Украины» с удостоением ордена «Золотая Звезда» (11 декабря 2022) — за личное мужество и героизм, проявленные в защите государственного суверенитета и территориальной целостности Украины, верность военной присяге[4].